# 蛍 (鬼束ちひろの曲)
「蛍」（ほたる）は、鬼束ちひろの14枚目のシングル。

## 解説
2008年8月6日に発売。作詞・作曲は鬼束ちひろ、編曲・音楽プロデュースは坂本昌之。
発売同日には、同年4月26日に行われた復帰後初の単独公演の模様を収めたライブDVD『NINE DIRTS AND SNOW WHITE FLICKERS』が同時発売される。初回プレス盤には10月より開催される予定であったコンサートツアー『CHIHIRO ONITSUKA CONCERT TOUR 2008 "VEGAS CODE"』の抽選先行予約IDが付属する他、前述のDVDとの連動応募キャンペーンの応募券が付属している。店舗によっては購入特典としてポスターやポストカードが配布された。CDの発売に先駆け、7月9日より着うたフルやデジタルダウンロードによる先行配信が開始された。
本作では、初めて坂本昌之を音楽プロデュースに迎えて制作された。『BARFOUT!』9月号（TCRC社刊）のインタビュー記事において、当初は瀬尾一三にプロデュースを依頼しようと思案していたが、瀬尾の弟子である坂本と会い、意気投合したためプロデュースを依頼したことを明かしている。

## 収録曲
1. 蛍 [5:59]
  - 作詞・作曲：鬼束ちひろ／編曲：坂本昌之
  - シネカノン配給映画『ラストゲーム 最後の早慶戦』主題歌

ピアノとストリングスを基調としたバラード。同年7月に発売された『ROCKIN'ON JAPAN』8月号（ロッキング・オン社刊）の記事によれば、楽曲そのものは復帰前後の2007年3月に書き上げられ、レコーディングは翌2008年の1月に行われた。「美」を念頭に置いて歌詞を書き上げるため、本人曰く「あえて小説を書くようにして書いた」という。なお、ホタル自体を鬼束自身は実際に見たことがなく、儚さの比喩として「蛍」という単語を使用したことを明かしている。
映画のタイアップは楽曲が作られた後に決定しているが、自身は「この曲は映画の主題歌になるんじゃないかなと思っていた」という。しかし、映画のテーマが大きく、後に映画公式サイトなどでも「自分が主題歌でいいのだろうか」と不安感を表すコメントを出している。主題歌への起用を打診した監督の神山征二郎は制作発表時のコメントとして「主題歌にこんな名曲を貰った経験は初めて」「哀しいほどの名曲中の名曲」と賞賛している。その他、7月30日に新宿明治安田生命ホールで行われた試写会においては徳光和夫と石坂浩二が本曲を評価する発言をしており、映画で主演を務めた渡辺大は本曲を初めて聴いたときに涙したといい、映画の公式ブログで「携帯電話の着うたに設定している」「電話がかかる度に泣きそうになる」とコメントしている。
2. HIDE AND SCREAM [5:32]
  - 作詞・作曲：鬼束ちひろ／編曲：坂本昌之

アコースティックギターを基調とした楽曲。楽曲は2008年の2月に書き上げたもので、本作のカップリングのために作られた。『BARFOUT!』9月号のインタビュー記事によれば、構想は発表の1年前からあり、『みんなのうた』に使用されるような楽曲を意識して作られたという。

## 収録アルバム
蛍
- 『DOROTHY』
- 『"ONE OF PILLARS" 〜BEST OF CHIHIRO ONITSUKA 2000-2010〜』
- 『GOOD BYE TRAIN 〜ALL TIME BEST 2000-2013』
- 『REQUIEM AND SILENCE』

HIDE AND SCREAM
- 『GOOD BYE TRAIN 〜ALL TIME BEST 2000-2013』
- 『REQUIEM AND SILENCE』